# Parliament

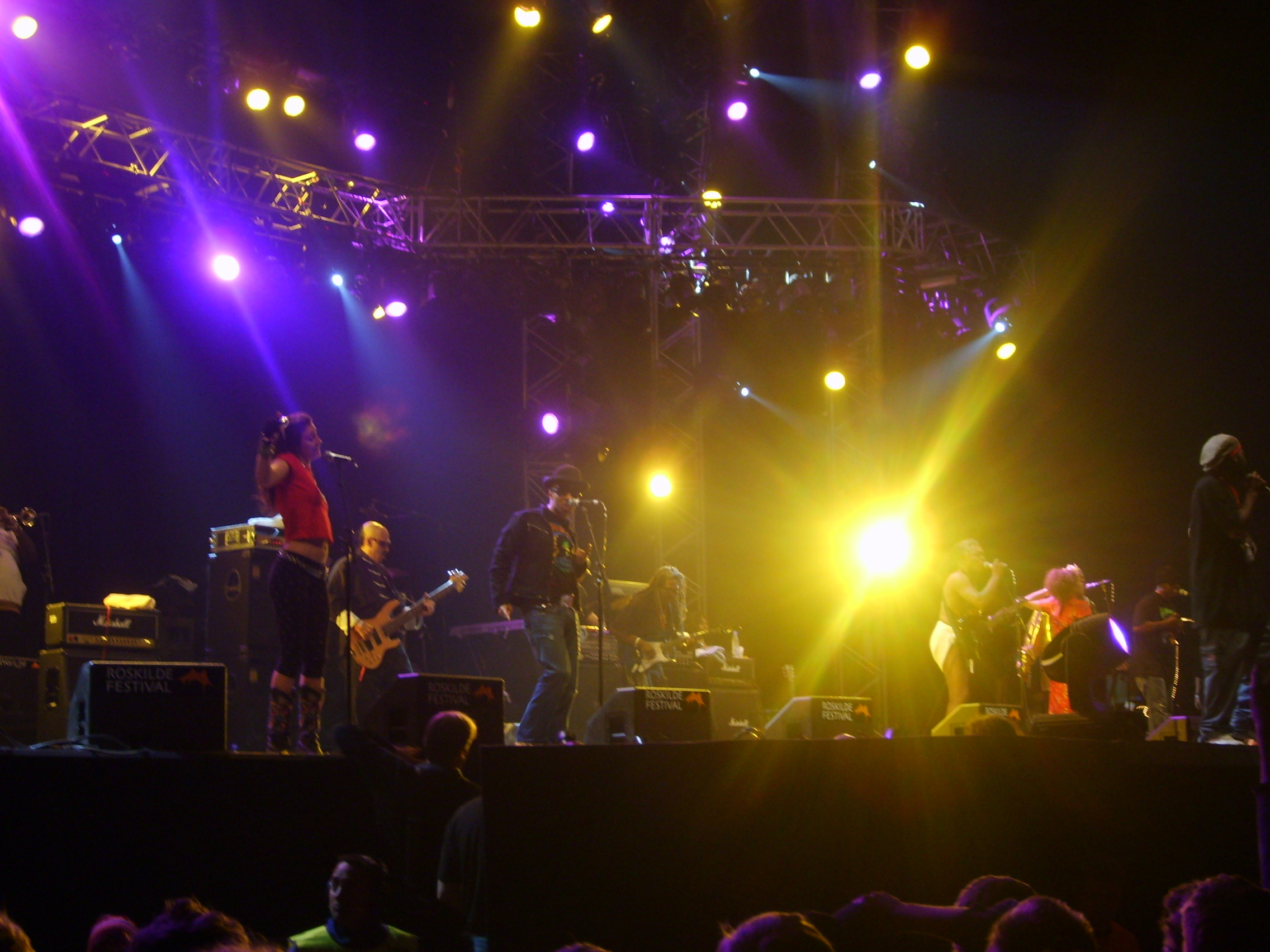
Parliament/Funkadelic speelt live in 2006

Parliament was een Amerikaanse funkband uit de jaren zeventig, die samen met de tweelingband Funkadelic de funk, en in het bijzonder de p-funk vorm gaf. De band stond onder leiding van George Clinton en bestond uit een grote groep muzikanten.

## Geschiedenis

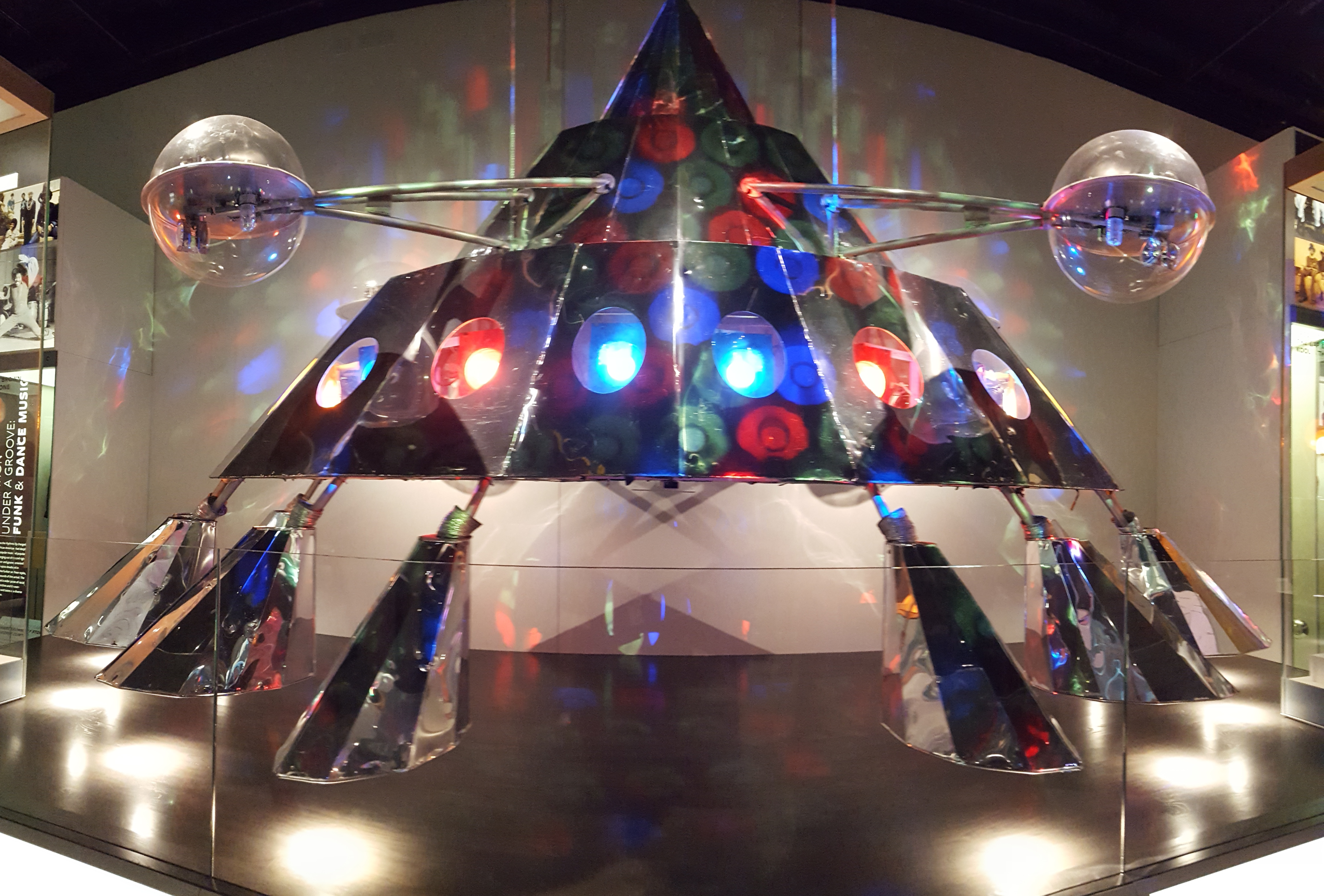
The Mothership

Oorspronkelijk was Parliament The Parliaments, een doo-wopgroep, gevormd in de kapperszaak van George Clinton in Plainfield, New Jersey. De naam werd in 1969 opgegeven, in verband met juridische problemen met Revilot, het platenlabel van the Parliaments, en samen met de begeleidingsband van The Parliaments, The Funkadelics, werd de band Funkadelic opgericht.
In 1970 waren de juridische problemen omtrent de naam "The Parliaments" opgelost en Clinton zorgde dat alle Funkadelicleden onder de naam Parliament werden gecontracteerd door Invictus Records. Ze brachten het album Osmium uit, maar de naam Parliament was al een tijd verlaten en ondertussen was Funkadelic veel succesvoller.
In het begin van de jaren zeventig kwamen Bernie Worrell, Bootsy Collins en Catfish Collins bij Funkadelic, die tot 1974 vijf albums hadden uitgebracht. Met gematigd succes tekende Funkadelic als Parliament bij Casablanca Records en brachten ze het album Up for the Down Stroke uit, waarvan het titelnummer de grootste hit werd van Parliament/Funkadelic (vs: #63). Een jaar later werd het album Chocolate City uitgebracht, waarvan het titelnummer ook een hitje werd.
Parliament had een experimenteler geluid dan Funkadelic, met veel conceptalbums, zoals het in 1976 uitgebrachte Mothership Connection. Met deze en de volgende albums werd Parliament een van de meest gerespecteerde bands van de jaren zeventig. Belangrijke personen in die periode waren Maceo Parker en Fred Wesley, en eerder ook Junie Morrison. Opvallend waren de sciencefictionthema's van karakters zoals Starchild en Sir Nose, en de "The Mothership" of "The Holy Mothership", misschien wel het bekendste thema van Parliament. Al deze karakters en thema's waren onderdeel van een heuse p-funkmythologie. Ook live brachten ze dit naar voren. Het podium was meestal tot de nok toe gevuld met de meest uiteenlopende en kleurrijke karakters, die het begrip "jammen" tot het uiterste doorvoerden. Tevens was er tijdens enkele liveconcerten een heus ruimteschip (The Mothership) aanwezig, waarmee George Clinton het podium opkwam.
Toen de jaren tachtig hun intrede deden, ontstonden er juridische problemen door de verschillende bandnamen die gebruikt werden. Het resultaat was in 1981 dat Parliament en Funkadelic uit elkaar vielen. George Clinton ging daarna echter verder met het uitgeven van soloalbums, die vaak ook onder de naam George Clinton & the P-Funk All-Stars werden uitgebracht.
In 1997 werd Parliament, samen met Funkadelic bijgezet in de Rock and Roll Hall of Fame.

## Discografie

### Albums
| Jaar | Naam                                   |
| ---- | -------------------------------------- |
| 1970 | Osmium 1                               |
| 1974 | Up For The Down Stroke                 |
| 1975 | Chocolate City                         |
| 1975 | Mothership Connection                  |
| 1976 | The Clones of Dr. Funkenstein          |
| 1977 | Get Down & Boogie 2                    |
| 1977 | Live: P-Funk Earth Tour                |
| 1977 | Funkentelechy Vs. the Placebo Syndrome |
| 1978 | Motor Booty Affair                     |
| 1979 | Gloryhallastoopid                      |
| 1980 | Trombipulation                         |
| 2018 | ’’Medicaded Fraug Dogg’’               |

Alle albums zijn uitgebracht door Casablanca Records, behalve waar aangegeven:
1 Uitgebracht door Invictus Records.
2 Uitgebracht door Casablanca Records als verzamelalbum met daarop aan de ene zijde voornamelijk disco met producties van Giorgio Moroder, de andere zijde is funkyer, met twee Parliamentnummers, Up for the downstroke en Give up the funk (Tear the roof off the sucker). Bijzondere aan dit album is dat het een van de eerste gemixte lp's is.
Op deze lijst zijn geen verzamelalbums meegenomen.